# Yolanda Oquelí
Telma Yolanda Oquelí Veliz del Cid, conocida como Yolanda Oquelí, es una destacada activista y líder comunal en la zona de San José del Golfo (Guatemala) de la organización FRENAM (Frente Norte del Área Metropolitana) que ha sido atacada por defender los derechos humanos de su comunidad.
En junio de 2012 fue gravemente herida por arma de fuego en un intento de asesinato a causa de su manifiesta oposición a la mina de oro que se comenzaba a construir en su localidad.
No se ha detenido a nadie por esta agresión. Su familia y su casa han sufrido amenazas y ataques. Durante meses se vio obligada a cambiar constantemente de domicilio para conservar su integridad física.
Desde septiembre de 2012 Yolanda y su familia gozan de la protección estatal de Guatemala gracias a una resolución de la Comisión Interamericana de Derechos Humanos. Aun teniendo esta protección se teme que pueda ser objeto de nuevas agresiones.
Amnistía Internacional, en especial desde Canadá, ha estudiado el caso de Yolanda Oquelí.